# Ctenomys pundti
Туко-туко Пундта (Ctenomys pundti) — вид гризунів родини тукотукових, що зустрічається в Аргентині на півдні провінції Кордова та на півдні провінції Сан-Луїс.
Таксон запропоновано згрупувати з C. talarum

## Етимологія
Вид названий на честь Моріца Пундта (англ. Moritz Pundt), аргентинського землевласника й колекціонера.

## Загрози та охорона
Історично, природним середовищем існування виду були пампаси. Серйозною загрозою є втрата місць проживання через перетворення їх на сільськогосподарські території. Заходи по збереженню виду не вживаються.